# Anemia dregeana
Anemia dregeana är en ormbunkeart som beskrevs av Kze. Anemia dregeana ingår i släktet Anemia och familjen Anemiaceae. Inga underarter finns listade.